# Hans Reiner Schultz

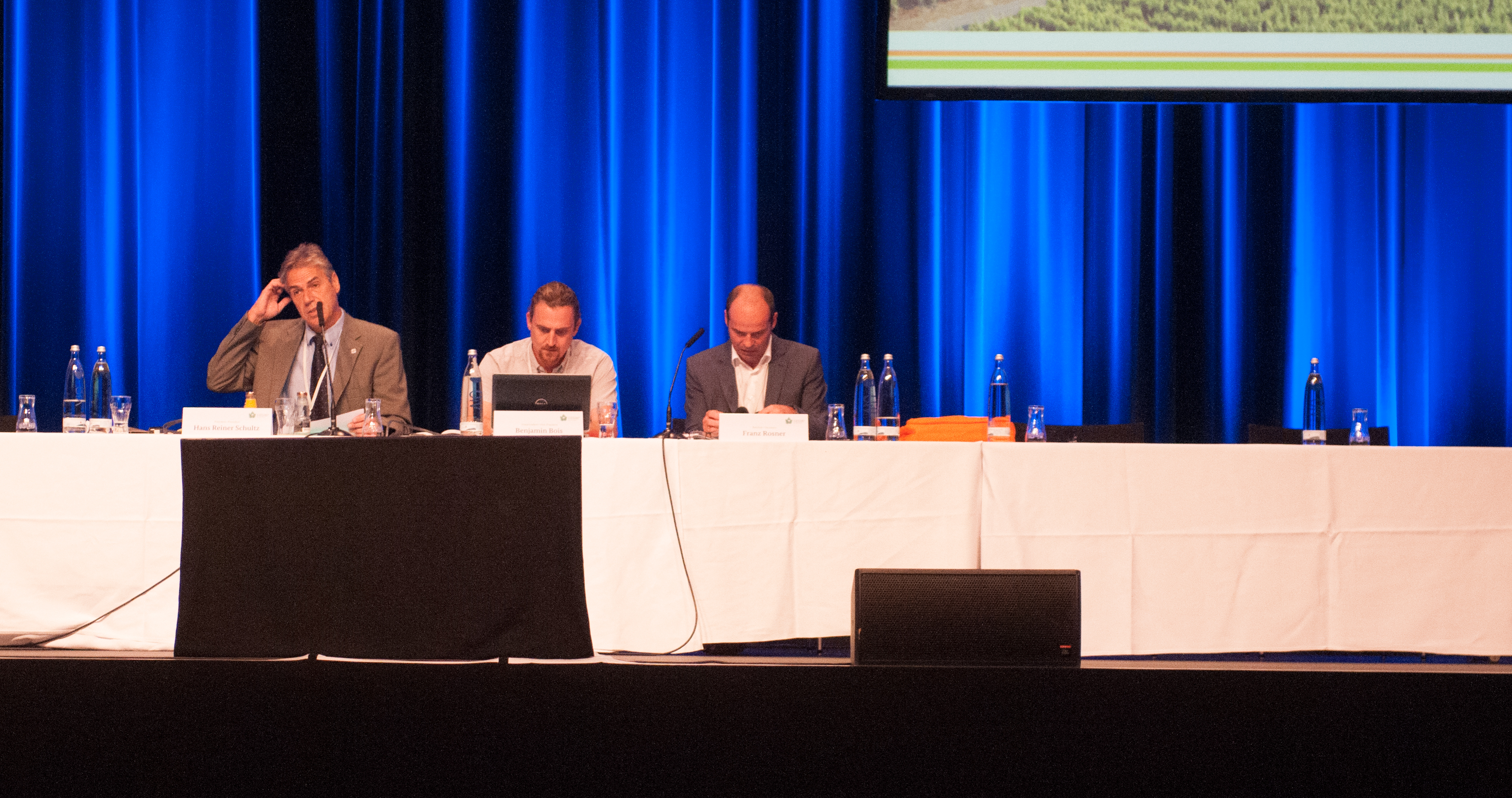
Hans Reiner Schultz auf dem Weltkongress für Rebe und Wein in Mainz (2015) erster von links

Hans Reiner Schultz (* 10. Februar 1959 in Bad Dürkheim) ist ein deutscher Pflanzenbauwissenschaftler sowie Professor. Seit 1995 arbeitet und lehrt er an der Hochschule Geisenheim. Einer seiner Forschungsschwerpunkte sind die Auswirkungen der Klimaveränderung auf den Weinbau. Seit 2013 ist er Präsident der Hochschule Geisenheim.

## Lebensweg
Hans Reiner Schultz sammelte bereits nach seiner Schulausbildung internationale Erfahrungen im südafrikanischen Weinbau. Nach Absolvierung einer zweijährigen Winzerlehre begann er ein Studium des Weinbaus und der Kellerwirtschaft an der Fachhochschule Geisenheim (heute: Hochschule Geisenheim). Er setzte 1983 sein Studium nach erfolgreich bestandener Diplomprüfung im Zweig „Allgemeine Pflanzenbiologie“ (Plant Biology) an der University of California, Davis fort. Hier wählte er den Schwerpunkt Gartenbau (Horticulture). Als Wissenschaftlicher Angestellter und Doktorand forschte er von 1987 bis 1988 am „Department of Viticulture and Enology“ dieser Hochschule weiter.
Bereits in den Jahren 1989 bis 1990 hatte Schultz Lehraufträge an der Fachhochschule Wiesbaden inne und arbeitete im GTZ-Projekt „Tafeltrauben“ in Kingston (Jamaika) und war bis 1989 Wissenschaftlicher Angestellter und Doktorand am Fachgebiet Weinbau der Forschungsanstalt Geisenheim.
1992–1993 arbeitete er nun wiederum in Davis als Post-Doktorand am Department of Viticulture and Enology des Department of Botany. Sein Forschungsinteresse gilt vornehmlich der Ökophysiologie der Weinreben. Neben dem Gasstoffwechsel stehen Beziehungen zwischen Trockenheitsstress und Wurzelwachstum im Mittelpunkt seiner Arbeiten. Ziel seiner Untersuchungen sind „Ertrag“ und „Umweltanpassung“.
1993 bewarb sich Schultz erfolgreich für zwei Jahre auf eine weltweit ausgeschriebene Stelle als Wissenschaftler und Habilitand der Deutschen Forschungsgemeinschaft am Institut national de la recherche agronomique der École nationale supérieure agronomique de Montpellier.  Im September 1995 übernahm er die Leitung im Fachgebiet Weinbau der Forschungsanstalt Geisenheim und eine Lehrtätigkeit für Weinbau an der Fachhochschule Wiesbaden. Als Gastprofessor war Schultz 1998 am National Wine and Grape Research Centre am Standort Wagga Wagga der Charles Sturt University, Australien tätig.
Seit Februar 2006 arbeitet er als Institutsleiter am „Institut für Weinbau und Rebenzüchtung“ der Forschungsanstalt Geisenheim.
Am 1. April 2009 wurde er als Nachfolger von Klaus Schaller zum Direktor der Forschungsanstalt Geisenheim ernannt. Dieses Amt hatte er bis zum 31. Dezember 2012 inne und übernahm ab dem 1. Januar 2013 das Amt des Gründungspräsidenten der neugegründeten Hochschule Geisenheim. Am 9. Juli 2013 wählte die Wahlversammlung der Hochschule ihn im dritten Wahlgang für eine Amtszeit von sechs Jahren zum ersten Präsidenten der neuen Hochschule.

## Ehrungen
Schultz erhielt im Jahr 1992, damals in Davis, USA, den Rudolf-Hermanns-Preis für seine Arbeit „Entwicklung eines Photosynthese-Wachstums- und Lichtinterzeptionsmodells für verschiedene Laubwandsysteme bei Reben (Vitis vinifera L.)“

## Bücher und Schriften
Seit 2009 ist er Autor und Mitherausgeber des jährlich erscheinenden Deutschen Weinbaujahrbuchs.

### Hörbuch
Hans Reiner Schultz erzählt Grundlagen des modernen Weinbaus. Konzeption und Regie: Klaus Sander. 2 Audio-CDs, 139 Minuten. supposé, Berlin 2015, ISBN 978-3-86385-010-4